# Mini-Futbol'nyj Klub Noril'skij Nikel'
Il Mini-Futbol'nyj Klub Noril'skij Nikel' (in russo: мини-футбольный клуб Норильский никель) è una squadra russa di calcio a 5 con sede a Noril'sk, di proprietà dell'omonima azienda.

## Storia
Fondata nel 1993, nel 2000-01 è giunta seconda in campionato, vincendo nella stagione successiva il suo primo campionato nazionale. Nella stagione 2019-20 ha vinto, per la prima volta, la Coppa di Russia.

## Rosa 2008/2009
| N. |                    | Ruolo | Calciatore         |
| -- | ------------------ | ----- | ------------------ |
| 1  | Russia (bandiera)  | P     | Vitalij Bujor      |
| 3  | Russia (bandiera)  | G     | Stanislav Larionov |
| 4  | Russia (bandiera)  | G     | Sergej Točilin     |
| 6  | Russia (bandiera)  | G     | Kirill Pogorelov   |
| 7  | Brasile (bandiera) | G     | Kelson             |
| 10 | Russia (bandiera)  | G     | Ivan Jakimov       |
| 11 | Russia (bandiera)  | G     | Maksim Filippov    |
| 13 | Russia (bandiera)  | G     | Pavel Sučilin      |
| 14 | Brasile (bandiera) | G     | Vander Carioca     |
| 15 | Russia (bandiera)  | G     | Sergej Malyšev     |
| 16 | Russia (bandiera)  | P     | Ivan Poddubnyj     |

| N. |                    | Ruolo | Calciatore              |
| -- | ------------------ | ----- | ----------------------- |
| 17 | Russia (bandiera)  | G     | Vjačeslav Vladjuščenkov |
| 18 | Russia (bandiera)  | G     | Maksim Nabokov          |
| 20 | Russia (bandiera)  | P     | Konstantin Čaščin       |
| 21 | Russia (bandiera)  | G     | Elias Šorkin            |
| 22 | Russia (bandiera)  | G     | Marat Azizov            |
| 23 | Russia (bandiera)  | G     | Andrej Kuznecov         |
| 32 | Russia (bandiera)  | P     | Aleksej Evteev          |
| 33 | Brasile (bandiera) | G     | Alex                    |
| 45 | Russia (bandiera)  | P     | Oleg Pičugin            |
| 50 | Russia (bandiera)  | P     | Dmitrij Fajzullin       |

## Palmarès
- Campionato russo: 1
  - 2001-02
- Coppa della Russia: 2
  - 2019-20, 2023-24